# Maison familiale de Mileva Marić-Einstein
La maison familiale de Mileva Marić-Einstein (en serbe cyrillique : Породична кућа Милеве Марић-Ајнштајн ; en serbe latin : Porodična kuća Mileve Marić-Ajnštajn) se trouve à Novi Sad, la capitale de la province autonome de Voïvodine, en Serbie. En raison de sa valeur patrimoniale, elle est inscrite sur la liste des monuments culturels protégés de la république de Serbie (identifiant n° SK 1938).

## Présentation
La maison familiale de Mileva Marić-Einstein est située 20 rue Kisačka, entre les quartiers de Salajka et de Rotkvarija, deux quartiers anciens de Novi Sad où la population vivait principalement du maraîchage ; on y trouvait essentiellement des maisons basses avec jardins.
La maison a été construite en 1907 dans un style néo-baroque pour Miloš Marić, le père de la physicienne serbe Mileva Marić-Einstein (1875-1948), qui fut la première épouse d'Albert Einstein. Elle a été conçue par l'architecte Mihajlo Petljanski.
Elle dispose de deux ailes sur cour et d'une façade sur rue placée dans l'alignement des bâtiments environnants. Cette façade sur rue, asymétrique et richement décorée, dispose d'un porche encadré par deux colonnes engagées et portant la date de construction de la maison. Douze fenêtres, disposées par deux, rythment cette façade ; chacune d'entre elles est surmontée d'un fronton baroque portant en son centre un masque féminin. Sous le toit court une frise ornée de figures féminines et de motifs végétaux. La richesse de la décoration contraste avec l'appareil de briques visible sur les murs.
Une plaque rappelle l'importance historique de la maison.
Le bâtiment a été inscrit sur la liste des monuments culturels de la république de Serbie en 2005.